# Holéczy Roger
Holéczy Roger (Chicago, 1976. október 19. –) magyar válogatott jégkorong játékos.

## Élete
Chicagóban született magyar emigránsok gyermekeként. Édesapja 1968-ban hagyta el Magyarországot, édesanyja három évvel később költözött az Egyesült Államokba. Gyerekkorában egyszerre tanult angolul és magyarul, odahaza anyanyelvén beszéltek szüleivel.
Sportolói pályafutása a legrangosabb amerikai juniorligában, az USHL-ben kezdődött. Két évet töltött el itt a Dubuque Fighting Saints csapatában. Ezt követően az amerikai egyetemi bajnokságba az NCAA-ba igazolt. Itt négy szezont töltött a Northeastern University-ben, amelynek örökranglistáján a harmadik legtöbbet játszott és a 25. legtöbb gólpasszt adott játékos a mai napig. Egyetemi tanulmányait követően éveken át egy másodosztályú professzionális bajnokságban az ECHL-ben kergette a pakkot. 2000-ben tett egy rövid kitérőt Németországban, majd Pat Cortina ajánlásával az Alba Volán csapatába került, ahol három szezonon keresztül játszott. Miután a székesfehérvári vezetés nem tartott tovább igényt a játékára, egy svéd harmadosztályú klubhoz, a Gislaved SK-hoz igazolt, majd a Vasas Budapest Stars csapatában játszott, 2010-ben visszatért Fehérvárra a Volánhoz.
Eddig karrierje során 43-szor öltötte magára a magyar válogatott mezét. Felnőttként negyedik Világbajnokságán játszik 2010-ben, többek között a 2009-es A csoportoson is szerepelt. A 2010-es Divízió 1-es vb-n egyből az első mérkőzésén betalált Dél-Korea ellen. 2011 nyarán bejelentette visszavonulását. Ezt követően a MAC Budapest Jégkorong Akadémia utánpótlás-edzője volt, majd 2016-ban visszatért az Egyesült Államokba.